# HONDA ESTILO
HONDA ESTILO株式会社とは大阪府吹田市垂水町3丁目に本社をおく企業である。サッカー選手の本田圭佑が実質的なオーナーを務める。代表取締役社長は実父である本田司。

## 概要
スポーツ選手のマネジメント業務をしている。

## ATHLETE/TALENT
- 本田圭佑（サッカー:ボタフォゴFR）
- 大堀裕次郎（ゴルフ:星野リゾート）
- 鬼塚雅（スノーボード:星野リゾート）
- 山本聖途（棒高跳び:トヨタ自動車)

## 保有するスポーツチーム

### ユースチーム
- SOLTILO FC（日本）

### プロクラブ
- ソルティーロ・アンコールFC[1]（カンボジア）
- ブライト・スターズFC[2]（ウガンダ）

## 運営する施設
- ゾゾパークホンダフットボールエリア（千葉県千葉市美浜区）